# Luchthaven El Salvador
De internationale luchthaven van El Salvador, ook bekend als Comalapa International Airport, is de grootste en tevens enige commerciële luchthaven van El Salvador. De luchthaven ligt op 50 km van San Salvador. De luchthaven werd in de jaren 70 geopend ter vervanging van de oudere luchthaven Ilopango, die nog wel in gebruik is voor militaire en charterluchtvaart. Op 31 januari 1980 vertrok de eerste officiële vlucht vanaf de luchthaven. Sinds de opening is het vliegveld een tiental keer gesloten geweest onder meer vanwege aardbevingen en tropische stormen.
In 2008 maakten ruim 2 miljoen passagiers gebruik van de luchthaven. Daarmee is het de drukste luchthaven van El Salvador en de op twee na drukste luchthaven van Centraal-Amerika.
Op de luchthaven zijn moderne faciliteiten, waaronder belastingvrije winkels, fastfood- en gewone restaurants, cafés, autoverhuur, toeristenfaciliteiten en wachtruimtes met Wifi. Het vliegveld heeft 17 gates.